# Dasyatis margaritella
Dasyatis margaritella és una espècie de peix de la família dels dasiàtids i de l'ordre dels myliobatiformes.

## Morfologia
- Els mascles poden assolir 30 cm de longitud total i 1.000 g de pes.[1][2]

## Reproducció
És ovovivípar.

## Hàbitat
És un peix de clima subtropical i demersal.

## Distribució geogràfica
Es troba a l'oceà Atlàntic oriental central: davant les costes de Cap Blanc (Angola).

## Observacions
És inofensiu per als humans.